# Zé Marco de Melo
Zé Marco de Melo, född 19 mars 1971 i João Pessoa, är en brasiliansk beachvolleybollspelare.
Han blev olympisk silvermedaljör i beachvolleyboll vid sommarspelen 2000 i Sydney.